# Litorhina maura
Litorhina maura är en tvåvingeart som först beskrevs av Carl Peter Thunberg 1827.  Litorhina maura ingår i släktet Litorhina och familjen svävflugor. Inga underarter finns listade i Catalogue of Life.